# 采夫賴拉湖
46°33′57″N 9°5′52″E / 46.56583°N 9.09778°E

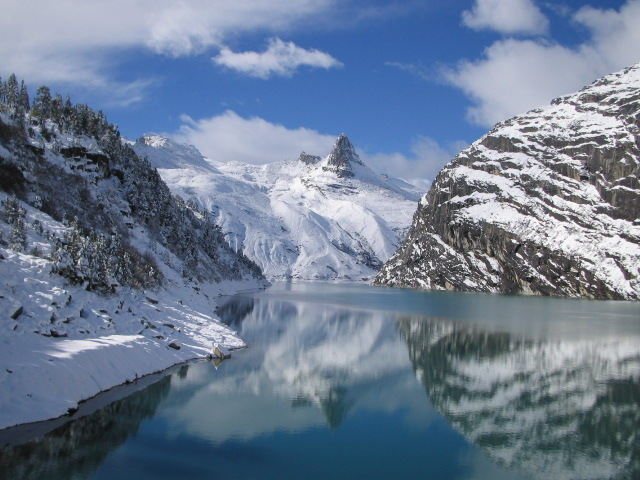

采夫賴拉湖是瑞士的水庫，位於該國東南部格勞賓登州，面積1.61平方公里，海拔高度1,862米，最大水深140米，蓄水量1.01億立方米，1957年落成的水壩高151米。

## 外部連結
- Kraftwerke Zervreila （页面存档备份，存于） （德文）